# 奧地利人口
奧地利是一個單一民族國家，但過去四十年的移民改變了這個國家的人口結構。據2001年人口普查，88.6%的奧地利人以德語為母語，11.4%的人則使用使用少數族裔語言作為母語。這些人可以分為兩大類，其中一類是傳統少數族裔，來自前哈布斯堡帝國領土境內；另一類則是近年進入奧地利的移民。